# Atonal musik
Atonal musik är en musikgenre där musikens grundtoner har en underordnad betydelse.
Den atonala musiken växte fram under åren före första världskriget med Arnold Schönberg och den nya Wienskolan i spetsen. Under det föregående seklet hade harmoniken hos musiken med kromatisk skala blivit allt mer komplicerad och allt färre kompositörer följde det traditionella tonartssystemet. Schönberg brukar nämnas som den som först formaliserade denna nya frihet och som gav den ett teoretiskt ramverk i form av tolvtonstekniken och serialismen.
I den tonala musiken betonas en grundton på alla andra toners bekostnad. Det kan man höra i och med att en melodi "hittat hem" om den slutar på denna grundton. Även i ackorden brukar denna "ledtonssträvan" prioriteras då man förutom grundtonen också alltid betonar grundtonens övertoner. I atonal musik undviker man sådana styrande strukturer. Man skiljer inte på konsonanser och dissonanser eller på melodiskt och harmoniskt. Schönberg till exempel betonade vikten av en grundgestalt i musiken och insisterade på att all harmonik, alla teman och motiv i musiken skulle gå att härleda ur denna centralgestalt. Med melodik avses den horisontella strukturen mellan enskilda toner och med harmonik den horisontella strukturen mellan ackorden i ett musikstycke. Schönberg menade att det var fel att binda musiken vid vissa toner när man kunde använda sig av vilka toner som helst, bara man lät motivet hos grundgestalten framträda. Med andra ord var harmonik och melodik utbytbara.
I praktiken finns knappast någon "ren" atonal musik och många verk innehåller element från båda "lägren". I filmmusik till exempel är det mycket vanligt att musiken växlar mellan olika kategorier utan att biobesökaren upplever det som konstigt. Förmodligen vore begreppet fritonal bättre för musik som inte strängt underordnar sig traditionella genreregler.